# 토평중학교
토평중학교(土坪中學校)는 대한민국 경기도 구리시 토평동에 있는 공립 중학교이다.

## 학교 연혁
- 2002년 1월 14일 : 토평중학교 설립인가(30학급)
- 2002년 3월 1일 : 초대 조정수 교장 취임
- 2002년 3월 5일 : 입학식(입학정원 455명, 11학급)
- 2004년 9월 24일 : 볼링부 창단
- 2023년 3월 1일 : 제7대 지영란 교장 취임
- 2023년 12월 21일 : 제20회 졸업생 166명(연인원 6,743명)
- 2024년 3월 4일 : 제23회 입학생 159명

## 참고 자료
- 토평중학교 - 한국교육학술정보원 학교알리미